# Szent Borbála-plébániatemplom (Dorog)
A dorogi Szent Borbála bányásztemplom egy 1931-ben felszentelt katolikus templom. Jelenleg a dorogi bányászhagyományok őrzésének kiemelkedő helyszíne. Műemlék.

## Története
Építését 1924-ben kezdték, Gáthy Zoltán tervei szerint. 1931. augusztus 23-án Serédi Jusztinián hercegprímás szentelte fel az akkorra elkészült templomot. A második világháború alatt súlyos sérüléseket szenvedett. Ezután tornyát átalakították, oltárképe helyére pedig Kákonyi Asztrik freskója került. 
Több nagyobb felújításon átesett építése óta. 1981-ben és 2000-ben, legutóbb pedig 2008-ban renoválták. Akkor Szent Borbála napján, egy december 4-ei szentmisén Erdő Péter bíboros áldotta meg a felújított templomot.

## Környezete
A templom az évekkel korábban bezárt Dózsa György Általános Iskola épülete mellett áll. Közelében van a város legnagyobb köztere, a Jubileum tér, míg a helyi játszótértől egy út választja el. Falától mindössze néhány méterre áll a 2004-ben készített szénbányász emlékmű.

## Képek

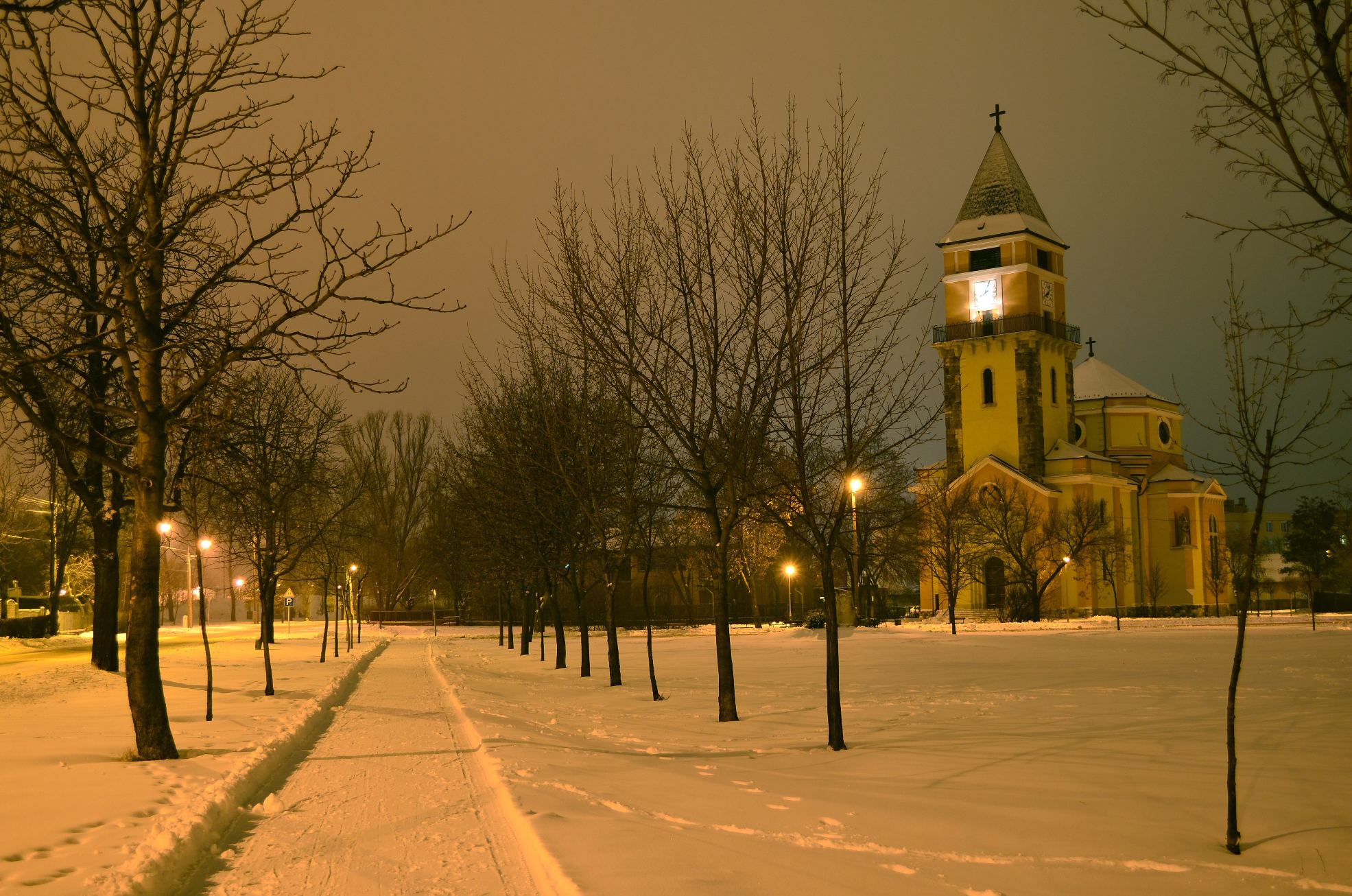
A templom egy téli éjszakán
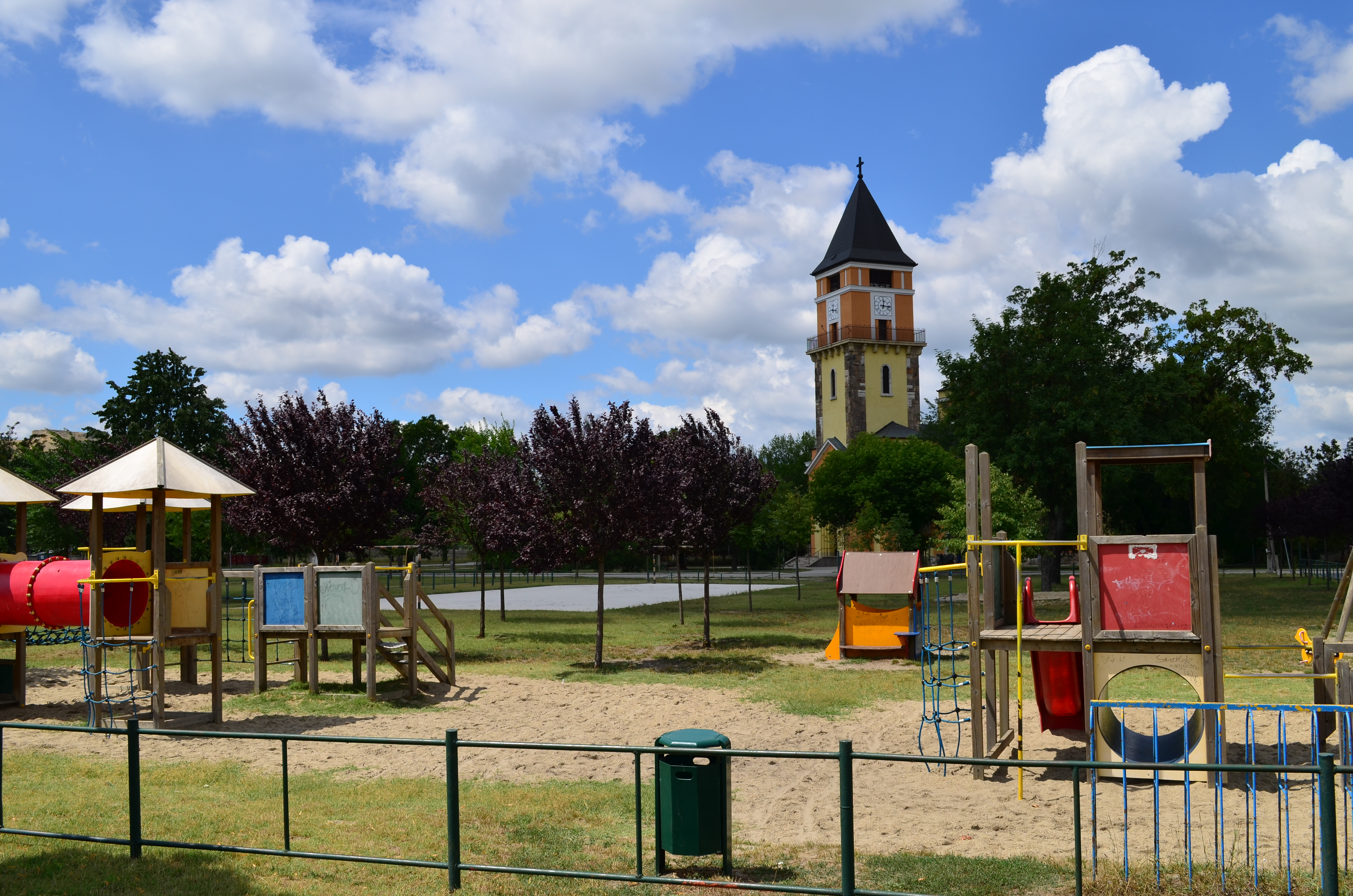
A templom és az előtte lévő játszótér
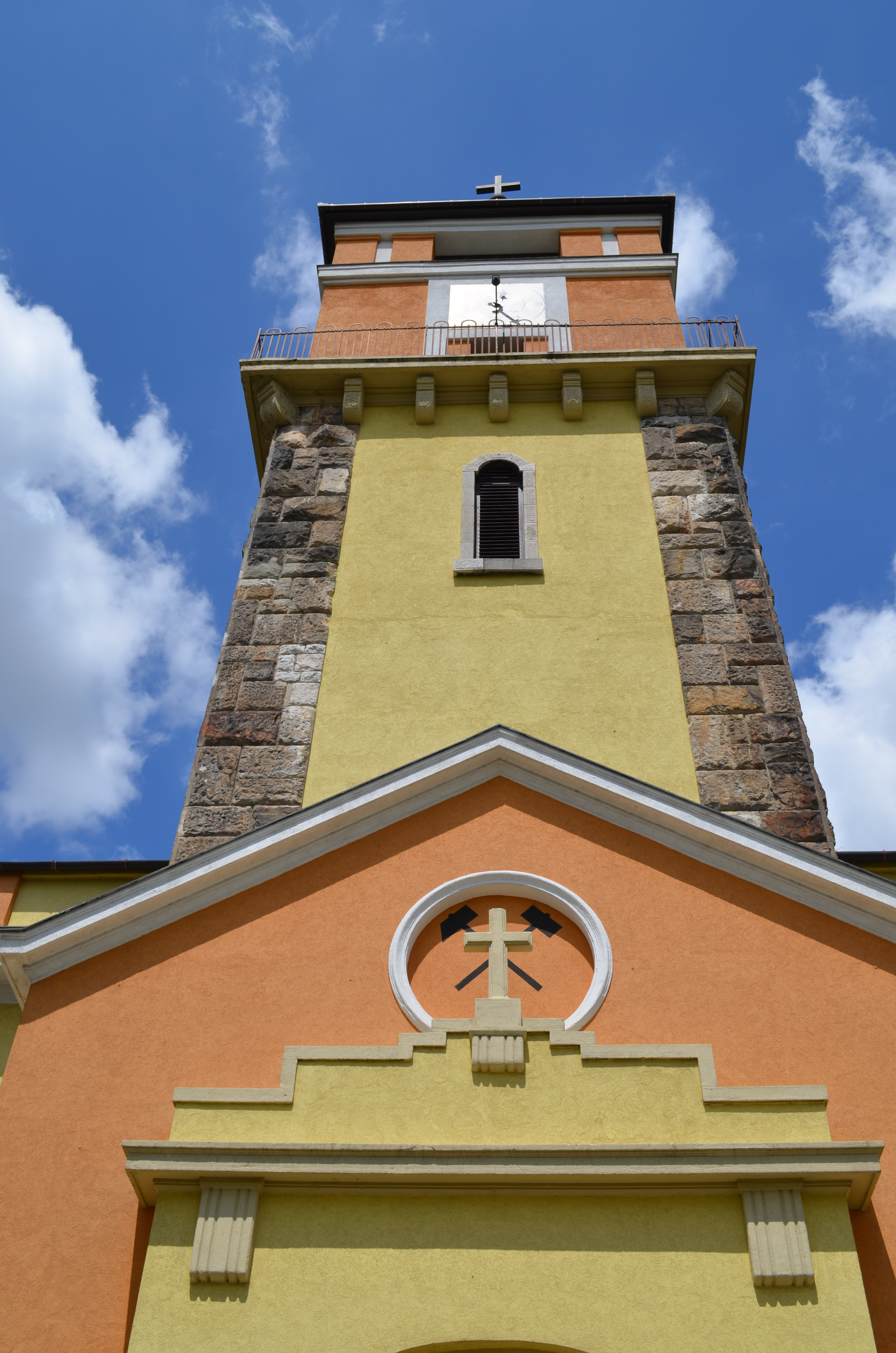
A templomtorony
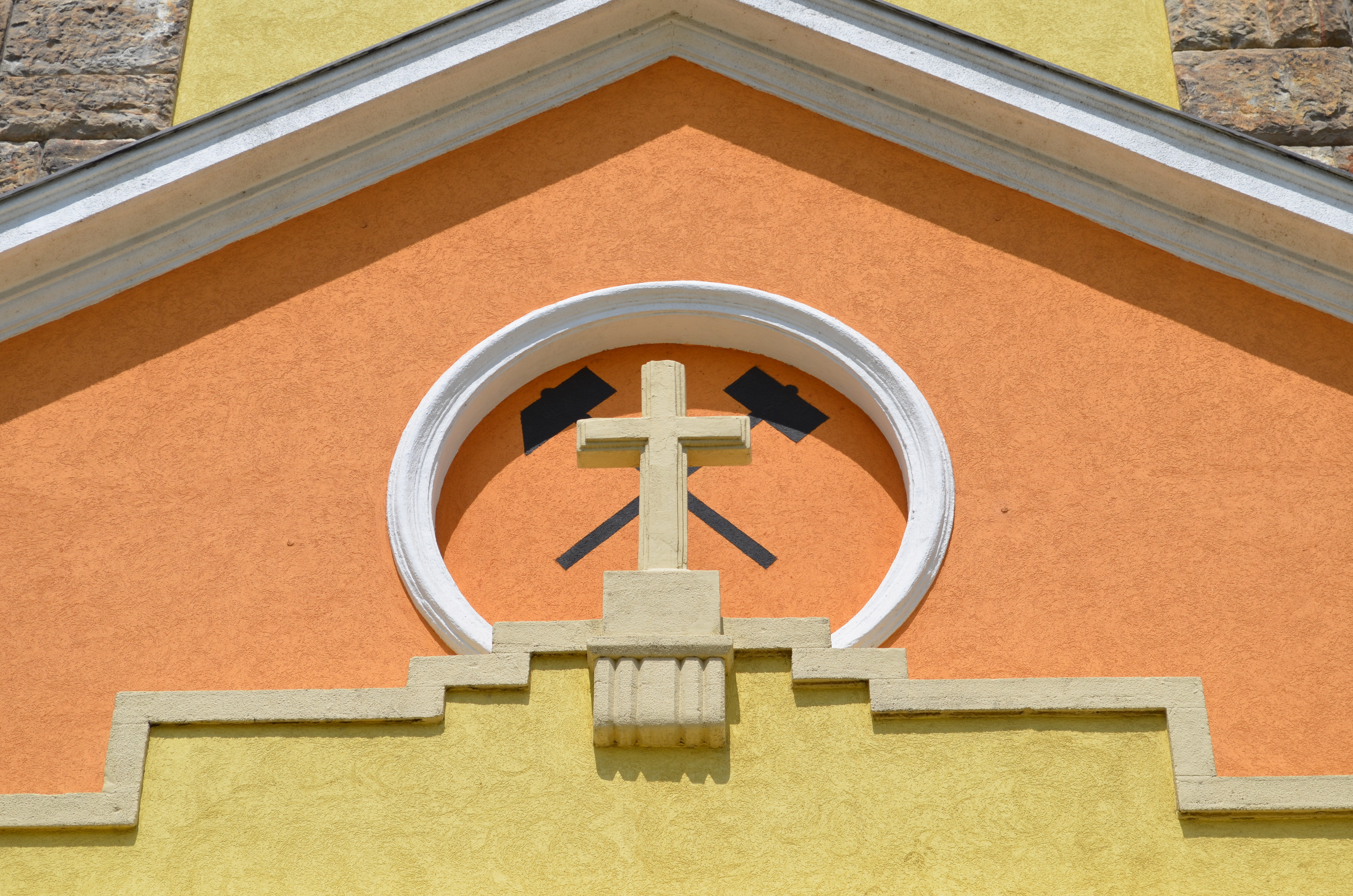
Kereszt és a bányászatot szimbolizálandó két bányászeszköz a homlokzaton
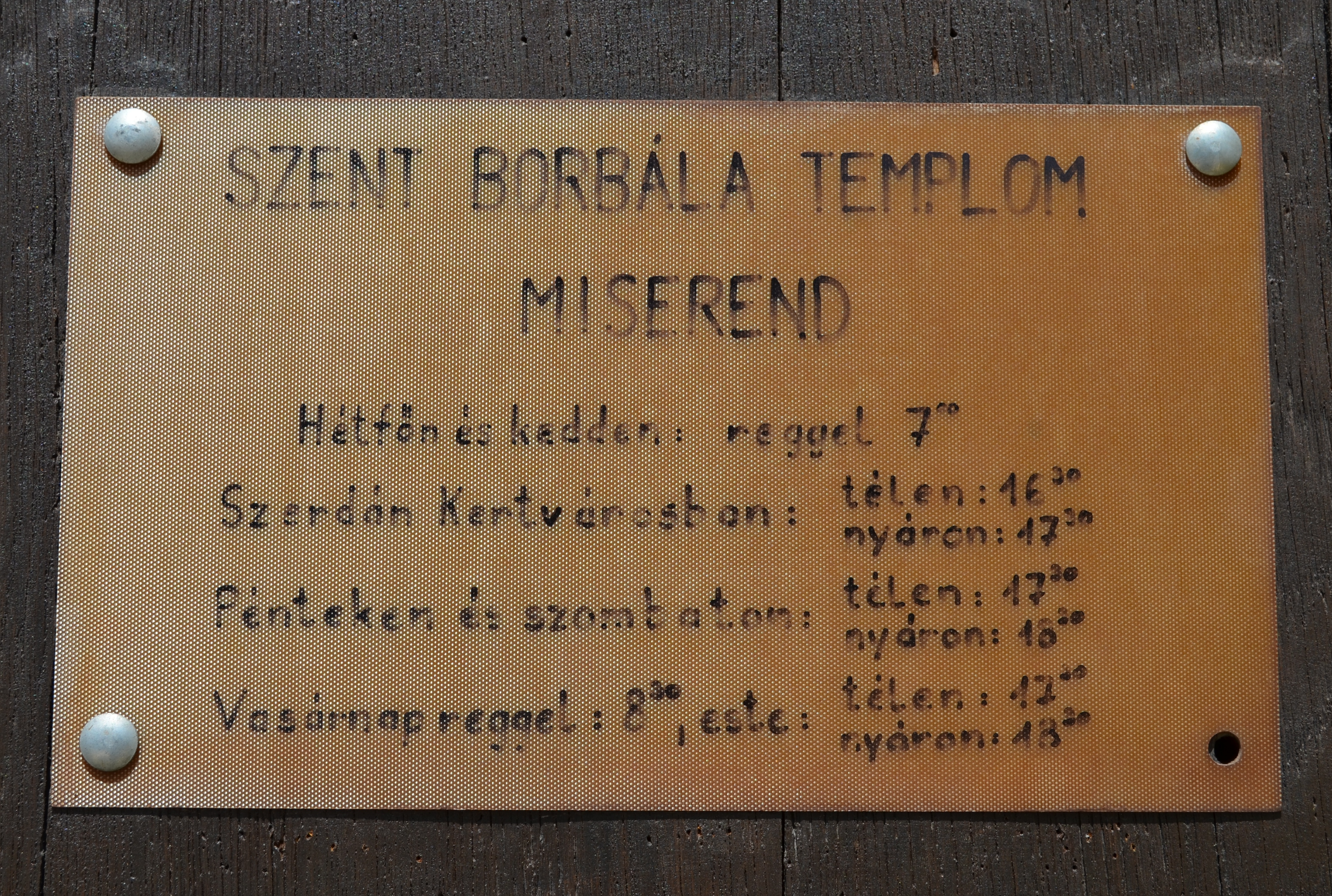
Miserend az ajtón
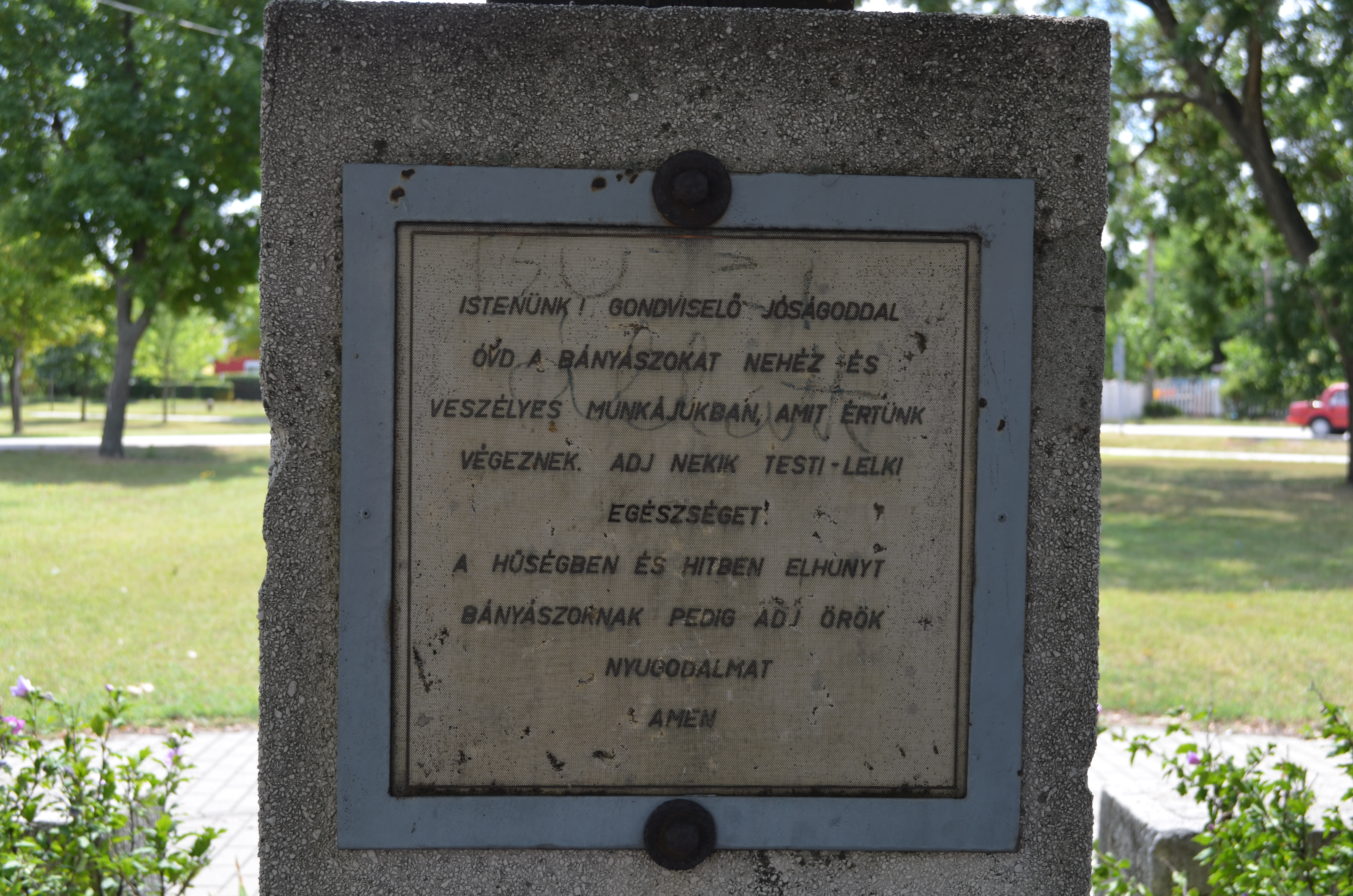
Az előtte álló kereszten olvasható szöveg